# Museo Casa de Rembrandt
El Museo Casa de Rembrandt (Rembrandthuis) es un museo dedicado a Rembrandt, ubicado en la casa en la que el artista vivió y trabajó entre 1639 y 1658 en Ámsterdam.

## La casa de Rembrandt

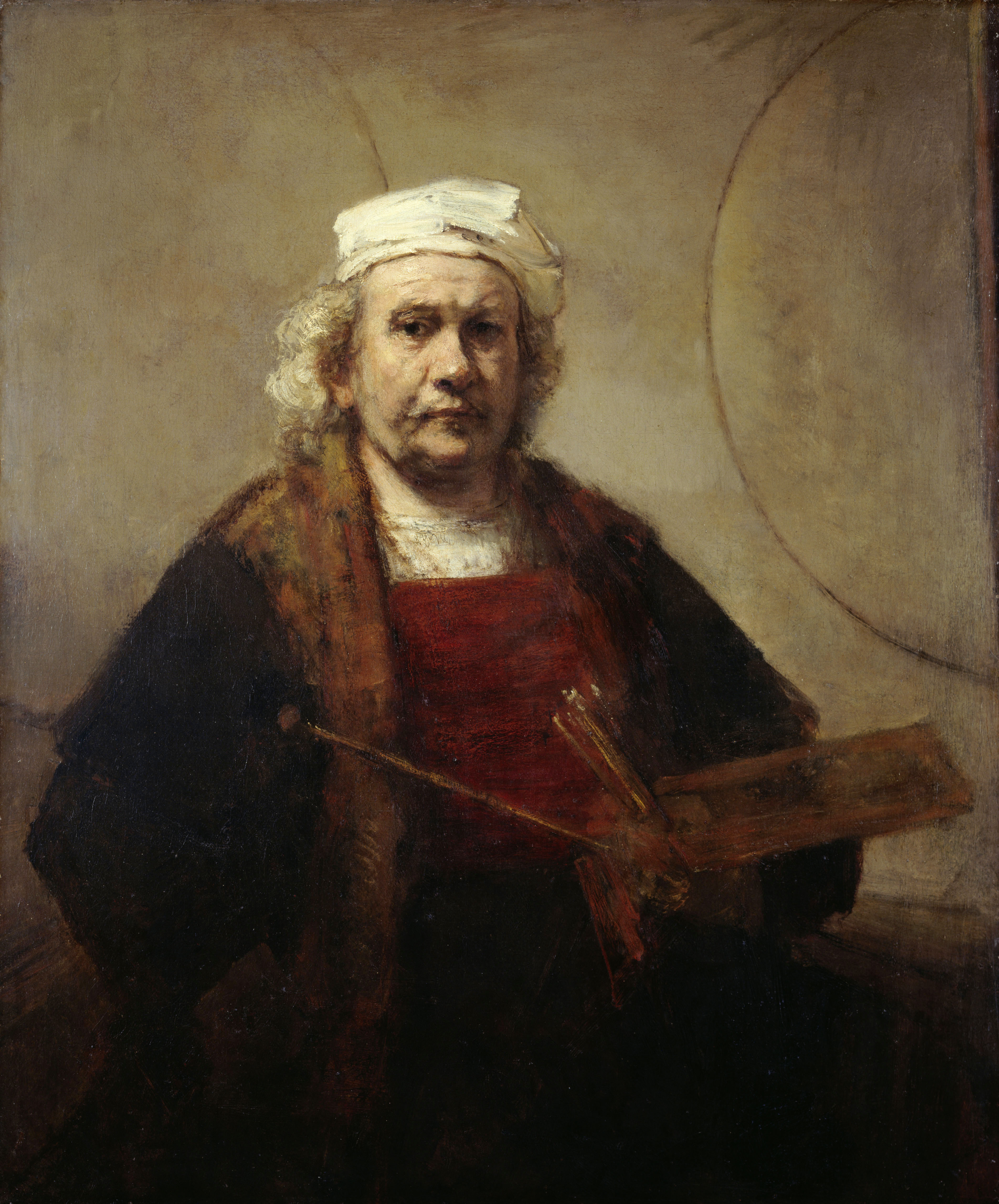
Autorretrato con paleta, 1665-1669, óleo sobre lienzo, 114,3 x 94 cm., Kenwood House, Legado Iveagh, Londres, obra de los últimos años del pintor

Rembrandt Harmenszoon van Rijn es considerado uno de los pintores más importantes de los Países Bajos. La casa donde vivió entre 1639 y 1658 fue construida entre 1606 y 1607 en la antigua calle Sint-Anthonisbreestraat, actualmente la Jodenbreestraat, al lado del Waterlooplein. En la misma zona vivían muchos comerciantes y artistas ricos. En torno al año 1627 la casa fue remodelada, adquiriendo una nueva fachada y una planta nueva. Es probable que esta remodelación haya sido ejecutada bajo la supervisión de Jacob van Campen, quien posteriormente haría nombre como arquitecto del Ayuntamiento de Ámsterdam, actualmente el Palacio Real de Ámsterdam.

## La conversión a museo
El 28 de marzo de 1907, la Fundación Rembrandthuis, una iniciativa del pintor Jozef Israëls, adquirió el inmueble y emprendió la restauración hasta convertirla en museo. Fue inaugurado en 1911 ante la presencia de la Reina Guillermina.
El museo posee 260 de los alrededor de 290 grabados realizados por el artista. A finales del siglo XX se construyó un nuevo edificio donde se encuentra la gran colección de dibujos y obra gráfica. En la propia casa de Rembrandt se ha reconstruido la vivienda y el taller que ofrecen una visión sobre la vida cotidiana del artista y del siglo XVII en Ámsterdam.